# Route 19 (Île-du-Prince-Édouard)
La Route 19 est une route secondaire parcourant la rive du Détroit de Northamburland dans le Comté de Queens de l'Île-du-Prince-Édouard. La route débute à DeSable à l'intersection de la route 1 et prend fin à Cornwall à l'intersection de la route 27 en passant par Rocky Point.

## Intersections majeures
| Comté  | Ville        | km    | Destinations                                                                 | Notes                         |
| ------ | ------------ | ----- | ---------------------------------------------------------------------------- | ----------------------------- |
| Queens | DeSable      | 0,00  | Route 1 / Route 246 nord (S. Melville Road) – Borden-Carleton, Charlottetown | Terminus sud de la Route 246  |
| Queens | Canoe Cove   | 11,70 | Route 19A nord – Cornwall, Long Creek                                        | Terminus sud de la Route 19A  |
| Queens | New Dominion | 38,00 | Route 19A sud – Long Creek, Canoe Cove                                       | Terminus nord de la Route 19A |
| Queens | Meadowbank   | 40,90 | Route 265 nord (Upper Meadowbank Road)                                       | Terminus sud de la Route 265  |
| Queens | Cornwall     | 44,50 | Route 27 – Borden-Carleton, Charlottetown                                    |                               |
|        |              |       |                                                                              |                               |

## Route 19A
La Route 19A, aussi connue comme Canoe Cove Road et Long Creek Road, est une route secondaire auxiliaire de la route 19. Elle débute à Canoe Cove en formant un lien plus direct vers Cornwall alors que la route 19 continue vers l'est en direction de Rocky Point. La route 19A rencontre à nouveau la route 19 à New Dominion. Elle marque également le terminus sud de la route 9.